# Tecnología en el teatro
El desarrollo del teatro ha estado siempre vinculado al de la tecnología y viceversa. El teatro, a pesar de tratarse de una de las manifestaciones artísticas más antiguas de la humanidad, ha sabido adaptarse y pervivir gracias a la capacidad que ha tenido para incorporar innovaciones que lo hicieran adecuarse a los intereses e inquietudes de cada época. Tales innovaciones han incluido, desde la época de los Romanos, nuevos avances tecnológicos que han hecho posible realizar hasta las más ambiciosas puestas en escena. Por otra parte, ambas especialidades se retroalimentan, ya que la tecnología se ha servido de la creatividad del ser humano para continuar creciendo y evolucionando.

## Primeros usos de la tecnología en el teatro
El existente vínculo entre el teatro y la tecnología se remonta al siglo V a. C. Durante la edad clásica en Grecia, se establecieron los modelos tradicionales de representación: la tragedia y la comedia. Por otra parte, los dramaturgos Esquilo y Sófocles añadieron respectivamente un segundo y tercer acto en las obras, lo que incrementó su grado de complejidad, haciendo que requirieran la creación de grandes escenarios. Por esta razón, se construyeron grandes edificaciones de piedra al aire libre aprovechando la inclinación de las colinas. Se trata de construcciones capaces de albergar hasta 12 000 personas. Las gradas rodeaban un espacio semicircular destinado a la orquesta, lugar donde se desarrollaba la mayor parte de la representación. Detrás estaba el Skene, lugar donde los actores se cambiaban, y justo en frente de este, el Proscenio, pared de columnas capaz de sostener grandes pinturas que evocaban el lugar de la acción. Estos decorados, junto con el vestuario, las máscaras y algunas máquinas, tales como grúas, con que los griegos representaban el descenso de los dioses a sus escenarios, constituían los aparatos tecnológicos escénicos que hacían posible las representaciones teatrales más espectaculares. Por otra parte, los griegos se interesaban para optimizar la acústica de sus auditorios.
Los romanos introdujeron nuevos elementos a sus teatros que se hicieron más sofisticados que los de los griegos, aunque estaban basados en el modo helénico. Erigieron de tierra varias plantas de teatro, esto requería las más avanzadas tecnologías de la época. Con el objetivo de mejorar la acústica de los teatros redujeron el espacio de la orquesta a un semicírculo y las representaciones se desarrollaban sobre una plataforma elevada llamada palpitum. Los Skene acontecieron fachadas monumentales debido a la necesidad de sostener decorados que cubrieran varices pisos de teatro. Los Romanos, dentro de su estética grandilocuente e imperialista, gozaban haciendo gala de sus habilidades tecnológicas. Por esta razón utilizaban sus conocimientos de hidráulica para inundar escenarios donde se representaban batallas navales.
La tecnología se ha mantenido ligada desde entonces ya para siempre en el mundo del espectáculo. Las diferentes salas donde hoy en día se realizan obras de teatro están dotadas en mayor o menor medida de infraestructuras tecnológicas. Esto condiciona la calidad final de la obra ya que las tecnologías suponen una valiosa fuente de recursos escénicos. Existen desde espacios donde el único equipamiento técnico del que se dispone son aparatos lumínicos y sonoros, hasta espacios que cuentan con las más modernas especificaciones. Un ejemplo de estos últimos es el teatro del liceo de Barcelona, el escenario es una plataforma móvil que cuenta con espacio y recursos suficientes para tener dos escenarios completamente montados en su interior. Estos están listos para intercambiarse mediante una estructura supletoria el funcionamiento de la cual está regida por una serie de elevadores. En conjunto, el teatro del liceo, así como otros teatros importantes en todo el mundo, disponen ampliamente del equipamiento técnico necesario para satisfacer las exigencias de sus respectivas producciones.
Por otro lado, la tecnología ha permitido la creación de complejos artefactos que han servido para la realización de trucos de prestidigitación.
La tecnología ha servido desde sus inicios en el mundo del espectáculo para realizar espacios privilegiados donde se han podido desarrollar las representaciones, por otra parte también ha contribuido a hacerlas más espectaculares. La tecnología, por lo tanto, lejos de sustituir el poder de la imaginación o de convertirse en una interferencia, es imprescindible a la hora de hacer posible una obra.

## Nuevas tendencias
Hoy en día se introducen en muchas obras de teatro numerosos recursos del campo audiovisual que proporcionan variedad y riqueza al espectáculo. Las imágenes estáticas o bien en movimiento, proyectadas en el proscenio de los escenarios, y que sustituyen a los caros decorados, fueron las primeras intervenciones de la tecnología visual y / o audiovisual. Este hecho ha sido seguido por la absorción de una serie de recursos y temáticas audiovisuales de los que se hablará a continuación:
- La realidad aumentada: se utiliza para visualizar un entorno físico en el mundo real combinado con elementos virtuales para la creación de una realidad mixta en tiempo real.

No sustituye la representación teatral, sino que añade un entorno ficticio introduciendo digitalmente imágenes que se superponen en el mundo real. Con la realidad aumentada, se genera un entorno inmersivo, donde el espectador puede entrar en la obra y formar parte de la historia. Escritores y productores se han asociado con ingenieros para producir aplicaciones y softwares capaces de servir a las necesidades específicas de sus obras, como "Apps" de mensajería instantánea, o aplicaciones que permiten al espectador interactuar, grabar y editar en vivo a través de los móviles.
- El teatro virtual: es una variedad de formas compartidas entre actores y espectadores. Resulta inmersivo e interactivo, ya que, el contenido gira alrededor del mismo medio, que a la vez se relaciona con otros medios, como los dispositivos digitales. Esta relación se establece únicamente en una realidad virtual y efímera, ya que sólo existe mientras se está experimentando.[4]
- Aparición de guiones basados en la tecnología y de su irrupción en las vidas de los seres humanos: ha resultado ser una temática recurrente para las artes audiovisuales, hasta el punto en el que se ha creado un género especializado; la ciencia ficción. El teatro tampoco ha restado indiferente, ya que ha tratado el tema de manera transversal y reflexiva, a menudo fusionándolo con la filosofía.
- La inteligencia artificial: ha sido presentada en escena mediante androides y robots que actúan e interactúan con el público. Este hecho innovador ha llevado hasta el espectador común relaciones y experiencias nunca vistas, como las que se establecen entre artista y máquina o entre espectador y máquina.[3]

La obra "Sayonara" del japonés Oriza Hirata, puso en escena un androide modelo Geminoid F, el cual reproducía fielmente el modelo humano en cuanto a la interacción con otras personas. Era capaz de imitar expresiones faciales e incluso el habla humana.

## Performances
El arte de la performance hace referencia a un arte conceptual que transmite un significado, y que esencialmente incluye un espacio, un tiempo, el cuerpo de un intérprete y la relación que se establece entre este y el público. La performance a menudo ha sido descrita como la antítesis del teatro, ya que los dos artes se oponen en varios aspectos: La finalidad de la performance no es el entretenimiento o la actuación en sí misma. Teatro y Performance también se oponen en cuanto a lo efímero del acto; la performance fue pensada para no poder ser repetida más, se trata pues, de una experiencia única para artistas y público. Esto, sin embargo, experimentará un cambio con la expansión de las tecnologías digitales. A pesar de sus diferencias, son dos artes que están indiscutiblemente ligadas por su relación con la dramaturgia y la característica del directo que comparten. Ambas artes han realizado incorporaciones progresivas de las nuevas tecnologías, las cuales han sido un eje fundamental para su desarrollo.

## Origen
Las primeras performances nacieron ligadas a la tecnología. Las acciones performáticas surgieron con los movimientos de vanguardia de la primera mitad del siglo XX, en concreto, los dadaístas, que se manifestaron durante la Primera Guerra Mundial (1914-1918). Mediante la performance realizaron algunas de sus primeras acciones provocativas. El Dadá fue un movimiento multidisciplinar, y sus integrantes, además de organizar exposiciones de pintura y escultura, también realizaban proyecciones de cine y exposiciones de fotografía. Algunos de los artistas dadaístas eran fotógrafos, como Man Ray. El movimiento en sí, por lo tanto, hacía uso de la tecnología. Esto quedó reflejado en las performances que realizaban.
Existe una tendencia a evitar la incorporación de las tecnologías a las performances especialmente con respecto a la grabación digital de éstas, ya que, uno de los rasgos por definición de las performances es el carácter efímero de la experiencia. Hay una contra tendencia más generalizada que busca activamente la incorporación de las tecnologías en las performances. El uso de la tecnología en esta última no se limita a la documentación de la performance, sino que acoge la tecnología en cada una de sus etapas, desde la concepción hasta la ejecución.

## Performances y ámbitos tecnológicos
La intervención de las tecnologías en el espectáculo performático han comprendido todos los ámbitos de éstas, desde el uso de luces hasta la biomecánica.
- La luz tuvo un papel protagonista en una performance realizada por Atsuko Tanaka en 1956 en Tokio, en la que utilizó un kimono fabricado con bombillas, fluorescentes, lámparas de neón y cables eléctricos, que visualmente impactó mucho al público.[10] Desde entonces, otros artistas han tomado el relevo en cuanto al juego de luces de las acciones performáticas. Alexander Whitley realiza coreografías donde cuerpos se mueven atravesados por la luz que pasa a ser una prolongación de éstos. En estos casos, la luz deja de ser un complemento que resalta la figura del artista, para ser una vez más la protagonista. La misma luz que emergía del kimono de Atsuko aparece ahora sin el artificio de la bombilla que lo convertía en un objeto pesado y limitador, gracias a la evolución de la tecnología.
- La ciencia y el instrumental médico han sido herramientas utilizadas para mostrar al público lo que hay más allá de la simple apariencia del cuerpo. Ha mostrado las entrañas. La artista Mona Hatoum en su performance Corp étranger, mediante la técnica de la endoscopia, permitía observar el interior de su tubo digestivo, su aparato reproductor y el excretor.
- La cirugía plástica ha sido empleada como acción performática. Artistas como Wolf lo utilizaron para reivindicar la sumisión de la mujer a los estándares de la belleza.

Orlan, por otra parte, lo entendió como una aventura, una forma de transgresión y la posibilidad de parodiar las "bellezas" de la historia del arte, por lo que quiso reunir los atributos de Venus, Psique, Diana, Europa y la Mona Lisa. Orlan llamó su lista de cirugías de la performance La reencarnación de santa Orlan.
- La biorobótica posiblemente es la disciplina con la que la relación tecnología-performance ha llegado más lejos. Algunos artistas han implantado terceras extremidades robóticas, como Sterlac, que en 1926, se puso una mano robótica, a la que posteriormente añadió una oreja, transformándose así en un híbrido mitad hombre, mitad cíborg. De una forma diferente pero de nuevo con la tecnología y la performance yendo de la mano, Marcel·lí Antúnez Roca, uno de los fundadores de la Fura dels Baus, realiza performances mecatrónicas, donde la tecnología es utilizada como un exoesqueleto que pone el cuerpo del artista a la total disposición del espectador, el cual puede controlar el movimiento de todos sus músculos y huesos.[12]